# Cheiridium nepalense
Espèce
Cheiridium nepalense est une espèce de pseudoscorpions de la famille des Cheiridiidae.

## Distribution
Cette espèce est endémique du Népal. Elle se rencontre vers Thini Kola.

## Étymologie
Son nom d'espèce, composé de nepal et du suffixe latin -ensis, « qui vit dans, qui habite », lui a été donné en référence au lieu de sa découverte, le Népal.

## Publication originale
- Ćurčić, 1980 : Pseudoscorpions from Nepal. Glasnik Prirodnjackog Muzeja i Beogradu Seriya B Bioloske Nauke, vol. 35, p. 77-101.